# پارسونسبورگ (مریلند)
پارسونسبورگ (به انگلیسی: Parsonsburg) شهری در ایالت مریلند کشور ایالات متحده آمریکا است که جمعیت آن در سرشماری سال ۲۰۱۰ میلادی، ۳۳۹ نفر بوده‌است.